# Pedro Chacón

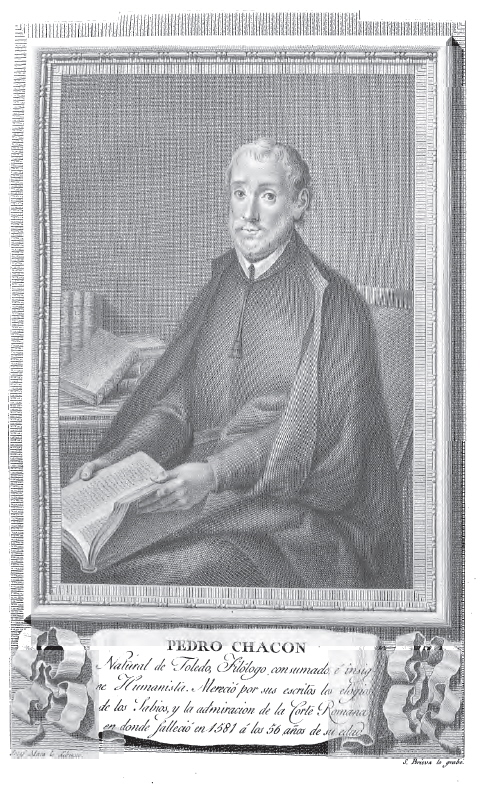
Pedro Chacón.

Pedro Chacón (Toledo, 1526, Roma, 1581), matemático y teólogo español.

## Biografía
Fue ordenado sacerdote, y ejerció la cátedra de griego de la Universidad de Salamanca, cuya historia, consultando los documentos antiguos de su biblioteca, publicó en 1569. Tuvo un trato fluido con El Greco.
En Salamanca formó parte del notable grupo de profesores en el que estaban Francisco de Salinas, Fray Luis de León, Benito Arias Montano y, en general, toda la Escuela de Salamanca.
Hacia 1572 se trasladó a vivir a Roma, donde fue llamado por el papa Gregorio XIII, para estudiar, como matemático, la reforma del calendario juliano. En Roma se dedicó a estudiar también las fuentes clásicas.
Falleció en Roma en 1581, siendo enterrado en la iglesia de Santiago de los Españoles, institución a la que nombró como heredera universal de sus bienes. La posterior destrucción de este templo obligó al traslado tanto de la lápida de enterramiento como del busto marmóreo, posiblemente ejecutado por Flaminio Vacca, a la iglesia de Montserrat, donde se encuentran en la actualidad.

## Obras

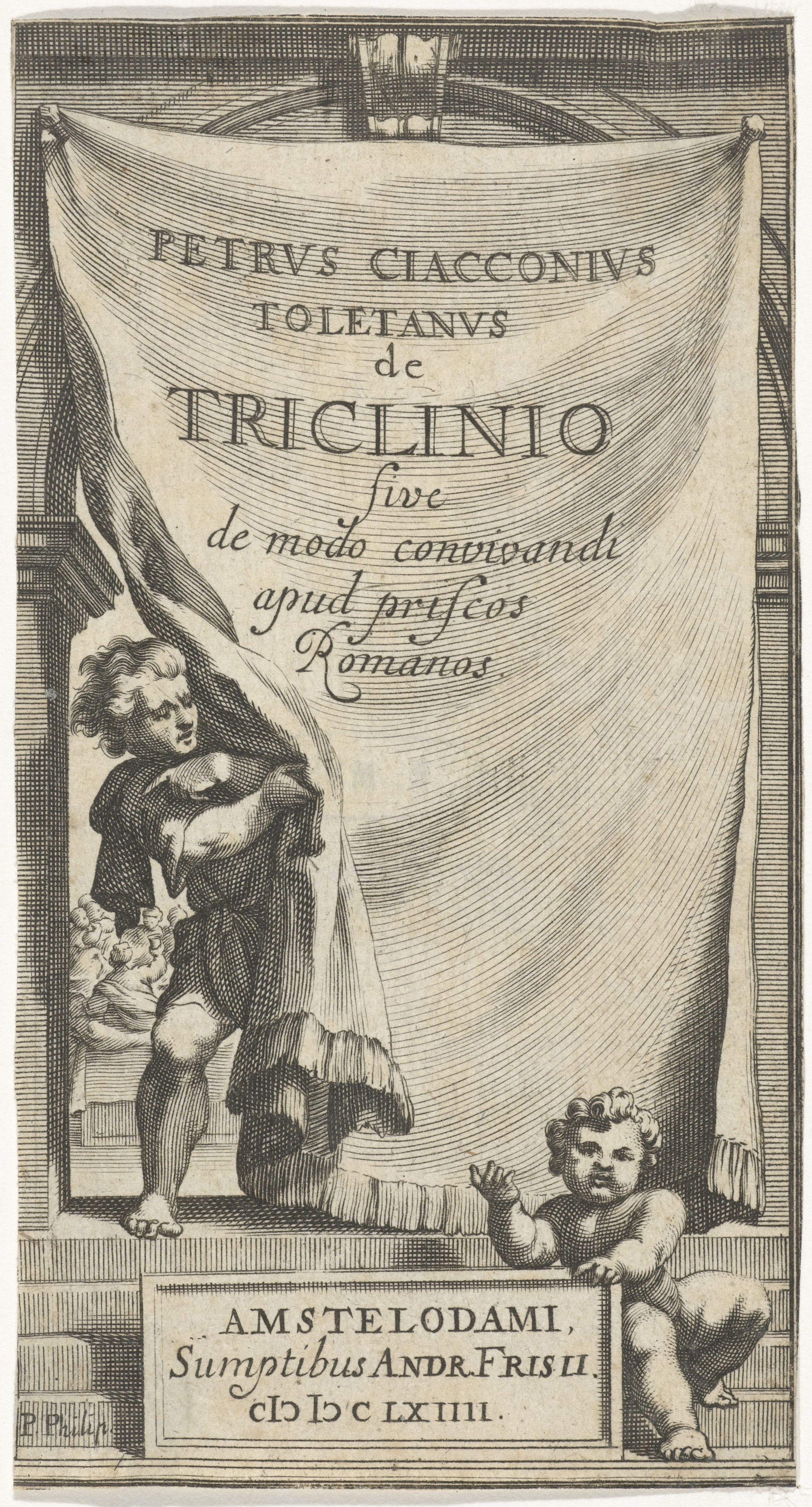
De triclinio sive de modo convivandi apud priscos Romanos. Ámsterdam: Andreas Frisius, 1664.

- Kalendarii Romani veteris Julii Cœsaris aetate marmori incisi explanatio.
- Tractatus de Ponderibus et Mensuris M. S.
- De Nummis libri III.
- Commentaria de Nummis tam Grœcorum et Latinorum quam Hispanorum et Italorum.
- In Decretum Gratiani correctiones.
- In S. Hieronymum, S. Hilarium, et S. Ambrosium Nota quœdam.
- De Triclinio sive de Modo convivandi apud priscos Romanos… accedit Fulvi Ursini Appendix, & Hier. Mercurialis, De accubitus in cena antiquorum origine dissertatio. Ámsterdam : Andreas Frisius, 1664. Ámsterdam, Henry Wetstein, 1689. El Triclinium es uno de sus escritos que adquirió mayor celebridad; trata de la comidas de los romanos bajo diversos ángulos: platos, bebidas y muy particularmente los vinos, los invitados, el modo de aderezar la mesa, la música, etc.